# Catocala nivea
Catocala nivea là một loài bướm đêm trong họ Erebidae.